# Kerkhof van Douvres-la-Délivrande
Het Kerkhof van Douvres-la-Délivrande is een gemeentelijke begraafplaats gelegen in de Franse gemeente Douvres-la-Délivrande (departement Calvados). Ze ligt 690 m ten zuidwesten van het gemeentehuis rond de " Église Saint-Rémi ". De kerk en het kerkhof liggen iets hoger dan het straatniveau en zijn bereikbaar via enkele traptreden en een dubbel hek.

## Oorlograven
- Op het kerkhof ligt het graf van de Nieuw-Zeelandse sergeant Thomas William Jackson Denholm, piloot bij de Royal New Zealand Air Force. Hij werd met zijn Spitfire neergeschoten op 13 april 1943.
- Hier ligt ook de Poolse sergeant Jan Lesniewicz begraven. Hij was een bemanningslid van de Halifax Mk II die voor de Poolse luchtmacht vloog en op 12 april 1943 werd neergeschoten.[1]

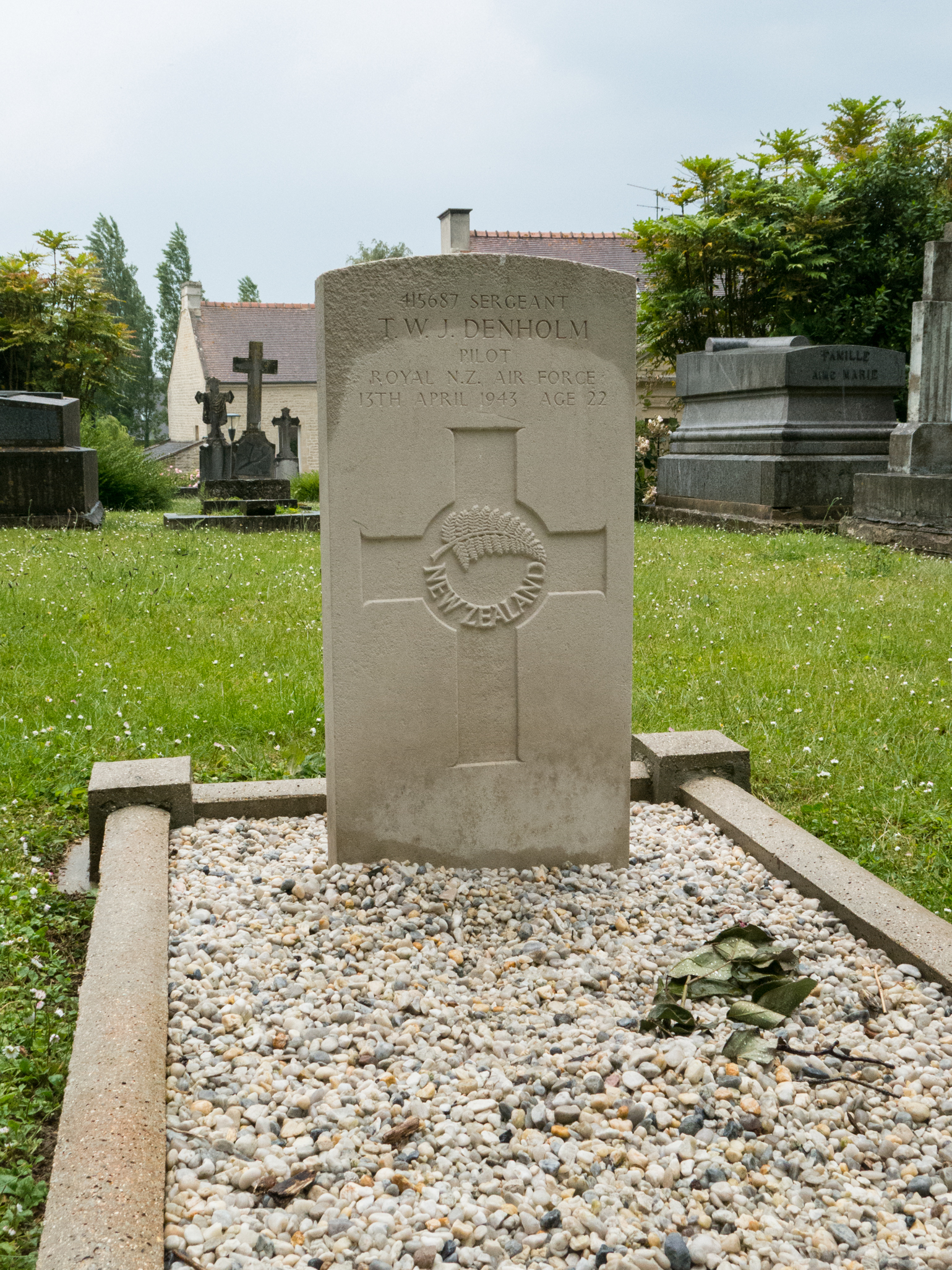
Graf van T. W. Denholm